# Michael N. Nolan

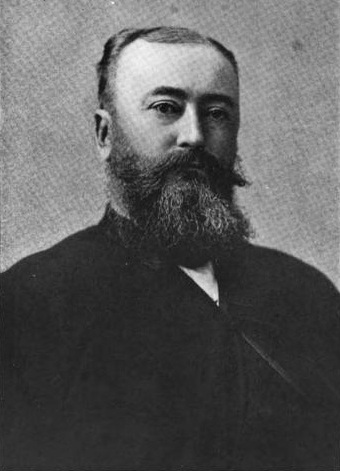
Michael N. Nolan

Michael Nicholas Nolan (* 4. Mai 1833 im County Carlow, Irland; † 31. Mai 1905 in Albany, New York) war ein US-amerikanischer Politiker. Zwischen 1881 und 1883 vertrat er den Bundesstaat New York im US-Repräsentantenhaus.

## Werdegang
Michael Nicholas Nolan wurde während der Regierungszeit von Wilhelm IV., König des Vereinigten Königreichs von Großbritannien und Irland und König von Hannover, im County Carlow geboren. Im Alter von zehn Jahren wanderte er in die Vereinigten Staaten ein. Er besuchte dort öffentliche Schulen in Albany. Dann begann er Jura zu studieren, schloss allerdings seine Kurse nicht ab. Nach dem Ausbruch des Goldrausches in Kalifornien versuchte er dort sein Glück. Nolan arbeitete in San Francisco im Straßenbahnnetz und später als Manager. Er kehrte nach Albany zurück und war dort als Brauer tätig. Dann fungierte er als Direktor der National Savings Bank von Albany. Zwischen 1869 und 1878 war er First Commissioner von Albany. Er wurde zum Bürgermeister von Albany gewählt – eine Stellung, die er als Nachfolger von A. Bleecker Banks vom Mai 1878 bis zu seinem Rücktritt am 24. Juni 1883 innehatte. Politisch gehörte er der Demokratischen Partei an.
Bei den Kongresswahlen des Jahres 1880 für den 47. Kongress wurde Nolan im 16. Wahlbezirk von New York in das US-Repräsentantenhaus in Washington, D.C. gewählt, wo er am 4. März 1881 die Nachfolge von John Mosher Bailey antrat. Da er auf eine erneute Kandidatur im Jahr 1882 verzichtete, schied er nach dem 3. März 1883 aus dem Kongress aus.
Man wählte ihn wieder zum Bürgermeister von Albany. Er setzte seine Geschäftsaktivitäten fort. Am 31. Mai 1905 verstarb er in Albany und wurde dann auf dem St. Agnes Cemetery beigesetzt.